# Klement Engelbert
Klement Engelbert (Innsbruck, 1894[forrás?] – Budapest, 1947. január 28.) válogatott labdarúgó, csatár, jobbszélső.

## Pályafutása

### Klubcsapatban
Az MTK labdarúgója volt, ahol egy bajnoki és ezüstérmet címet szerzett a csapattal. 1916-ig szerepelt az MTK első csapatában, majd egy térdsérülés miatt kevesebbet játszott és kikerült az első csapatból. Végül 24 évesen kénytelen volt visszavonulni.

### A válogatottban
1914 és 1915 között két alkalommal szerepelt a magyar labdarúgó-válogatottban.

## Sikerei, díjai
- Magyar bajnokság
  - bajnok.: 1913–14
  - 2.: 1912–13

## Statisztika

### Mérkőzései a válogatottban
| Magyarország | Magyarország     | Magyarország                    | Magyarország | Magyarország | Magyarország | Magyarország | Magyarország | Magyarország |
| #            | Dátum            | Helyszín                        | Hazai        | Eredmény     | Vendég       | Kiírás       | Gólok        | Esemény      |
| ------------ | ---------------- | ------------------------------- | ------------ | ------------ | ------------ | ------------ | ------------ | ------------ |
| 1.           | 1914. október 4. | Budapest, Üllői úti pálya       | Magyarország | 2 – 2        | Ausztria     | barátságos   | -            |              |
| 2.           | 1915. május 2.   | Budapest, Hungária körúti pálya | Magyarország | 2 – 5        | Ausztria     | barátságos   | -            |              |
|              | Összesen         |                                 |              | 2            | mérkőzés     |              | 0            | gól          |